# Maître des Heures Ango
Le Maître des Heures Ango désigne par convention un enlumineur actif à Rouen entre 1514 et 1538. Il doit son nom à un livre d'heures peint pour l'armateur dieppois Jean Ango, aujourd'hui conservé à la Bibliothèque nationale de France. Il a peint de nombreux livres d'heures notamment pour des commanditaires normands.

## Éléments biographiques

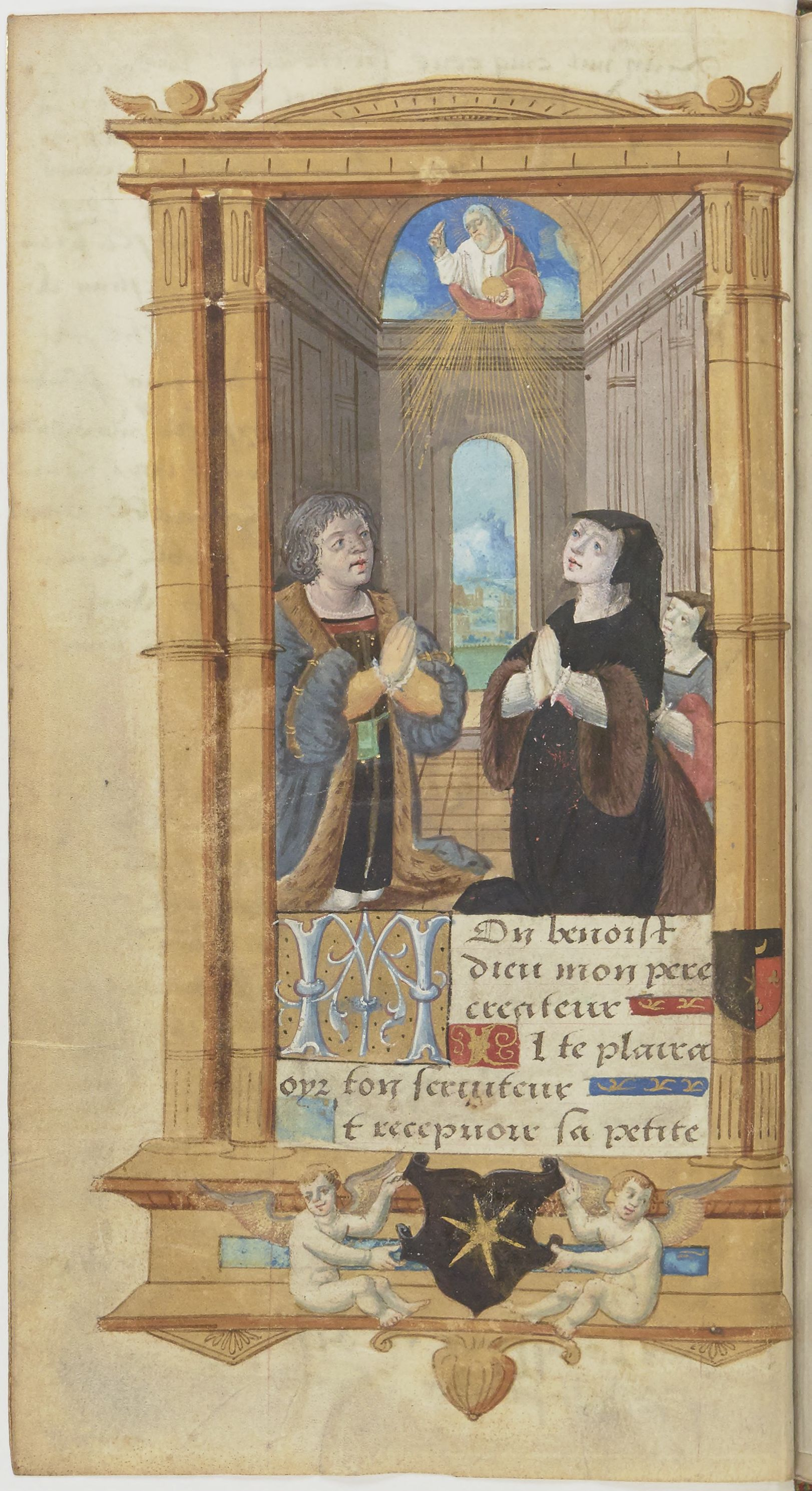
M. et Mme Ango et leur fille Marie Ango en prière. Miniature des Heures Ango.

Le corpus du maître a été établi à partir d'un livre d'heures qu'il a peint pour Jean Ango (BNF, NAL 392) par l'historien de l'art américain John Plummer en 1982. Un important corpus d'œuvres, comprenant de nombreux livres d'heures, lui est alors attribué. En 1993, ce corpus est scindé en deux et une majeure partie est attribuée à un autre artiste désigné sous le nom de Maître de Girard Acarie par l'historienne de l'art allemande Margareta Friesen. Il semble avoir travaillé essentiellement pour une clientèle rouennaise dont Jacques Le Lieur.

## Éléments stylistiques
Ses miniatures se caractérisent par un trait fin et des couleurs chatoyantes, avec des arrière-plans contenant des paysages imposants. Ses personnages sont bien charpentés, au visage rond et marqué par un point en dessous des lèvres.

## Manuscrits attribués

### Livres d'heures
- Heures de Jean Ango, vers 1514, Bibliothèque nationale de France, NAL 392
- Livre d'heures à l'usage de Rome, Fitzwilliam Museum, Cambridge, Ms.116
- Livre d'heures à l'usage de Rouen, coll. part. non localisée, passé en vente chez Sotheby's le 16 décembre 1957 (lot 52)
- Livre d'heures à l'usage de Rouen, coll. part., passé en vente chez Christie's le 22 juin 1988 (lot 210)
- Livre d'heures à l'usage de Rouen, coll. part., passé en vente chez Sotheby's, le 29 novembre 1990 (lot 147)
- Livre d'heures à l'usage d'Orléans, vers 1525, Morgan Library and Museum, M.61[2]
- Livre d'heures à l'usage de Rouen, coll. part., passé en vente chez Sotheby's, le 24 avril 1985 (Vente Webster, lot 102), puis par le libraire Les Enluminures (1997, no 20)
- Livre d'heures à l'usage de Rouen, coll. part., passé en vente chez Sotheby's, New York, le 21 avril 1998 (vente Patiño, lot 40)
- Livre d'heures, Bibliothèque de l'Arsenal, Ms.573
- Livre d'heures à l'usage de Rouen, Bibliothèque municipale de Rouen, Ms.Y163a
- Livre d'heures à l'usage de Rouen, Bibliothèque municipale de Rouen, Ms.35

### Autres livres

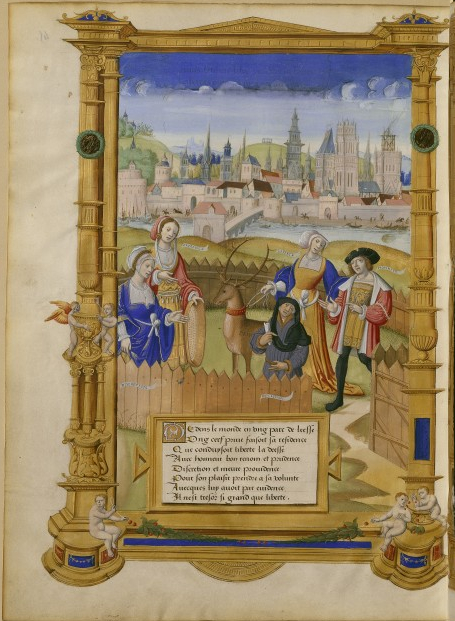
Le cerf privé dans son parc, Recueil des chants royaux de Rouen, f.45v.

- Le Songe du vieil Pèlerin de Philippe de Mézières, une miniature ajoutée à un manuscrit du XVe siècle, musée Condé, Chantilly, Ms.292[3]
- Processionnal à l'usage dominicain, coll. part. passé en vente chez Christie's le 13 décembre 1984 (lot 128)
- Généalogie de Guillaume de Flandre, Alice de Clermont et des seigneurs et dames de Nesles, coll. part. passé en vente chez Sotheby's le 22 juin 1993 (lot 93)
- Procès de Jeanne d'Arc, Victoria and Albert Museum, Londres
- Roman de la Rose, manuscrit destiné à François Ier, collaboration avec le Maître de Girard Acarie, Morgan Library, M.948[4]
- Chants royaux du Puy de l'Immaculée conception et autres chants royaux de Rouen, 65 petites miniatures, BNF, Fr.379
- Triomphes de Pétrarque (attribué par Friesen au Maître de Girard Acarie), BNF, Fr.22541
- Livre de prières de Marguerite d'Angoulême, 17 grandes et 8 petites miniatures, BNF, NAL 83
- Cartulaire de Saint-Maclou, Archives départementales de Seine-Maritime, Ms.G.6873
- Psautier d'Anne Boleyn, bibliothèque de Wormsley Park (en)[5]
- Triomphes et gestes de Mgr Anne de Montmorency de Jean de Luxembourg, 1538, coll. part. non localisée.

### Feuillets isolés
- Feuillets d'un livre d'heures, Kupferstichkabinett Berlin, Inv.4649-4650
- Nativité de la Vierge, miniature isolée, Museo civico Amedeo Lia, La Spezia, inv.509